# Liste der Krankheiten des Muskel-Skelett-Systems und des Bindegewebes nach ICD-10
Die Internationale statistische Klassifikation der Krankheiten und verwandter Gesundheitsprobleme (ICD-10) klassifiziert im Kapitel XIII Krankheiten des Muskel-Skelett-Systems und des Bindegewebes nach untenstehendem Schlüssel.

## M00–M25 Arthropathien

### M00–M03 Infektiöse Arthropathien
| Code | Beschreibung                                                                                      | Namen der Erkrankungen (Synonyme) | Übersichtsartikel |
| ---- | ------------------------------------------------------------------------------------------------- | --- | ----------------- |
| M00  | Eitrige Arthritis                                                                                 | Eitrige Arthritis (Bakterielle Arthritis), Pyarthros, Gelenkempyem, Coxitis | Arthritis         |
| M01* | Direkte Gelenkinfektionen bei anderenorts klassifizierten infektiösen und parasitären Krankheiten | Arthritis durch Meningokokken, Tuberkulöse Arthritis, Arthritis bei Lyme-Krankheit, Arthritis bei Lepra, Arthritis bei lokalisierter Salmonelleninfektion, Arthritis bei Typhus abdominalis oder Paratyphus, Arthritis durch Gonokokken, Arthritis bei Röteln, Arthritis bei Mumps, Arthritis bei O’nyong-nyong-Fieber, Arthritis bei Mykosen | Arthritis         |
| M02  | Reaktive Arthritiden                                                                              | Reaktive Arthritis, Arthritis nach intestinalem Bypass, Postenteritische Arthritis, Arthritis nach Impfung, Reiter-Krankheit | Arthritis         |
| M03* | Postinfektiöse und reaktive Arthritiden bei anderenorts klassifizierten Krankheiten               | Arthritis nach Meningokokkeninfektion, Postinfektiöse Arthritis bei Syphilis, Clutton-Syndrom, Postinfektiöse Arthritis bei Enteritis durch Yersinia enterocolitica (Yersinia-Arthritis), Postinfektiöse Arthritis bei Virushepatitis | Arthritis         |

### M05–M14 Entzündliche Polyarthropathien
| Code | Beschreibung                                                                 | Namen der Erkrankungen (Synonyme) | Übersichtsartikel     |
| ---- | ---------------------------------------------------------------------------- | --- | --------------------- |
| M05  | Seropositive chronische Polyarthritis                                        | Seropositive chronische Polyarthritis (Rheumatoide Arthritis), Felty-Syndrom | Rheumatoide Arthritis |
| M06  | Sonstige chronische Polyarthritis                                            | Seronegative chronische Polyarthritis, Bursitis bei chronischer Polyarthritis, Rheumaknoten, Entzündliche Polyarthropathie | Rheumatoide Arthritis |
| M07* | Arthritis psoriatica und Arthritiden bei gastrointestinalen Grundkrankheiten | Arthritis psoriatica, Arthritis mutilans, Spondylitis psoriatica, Arthritis bei Crohn-Krankheit, Arthritis bei Colitis ulcerosa | –                     |
| M08  | Juvenile Arthritis                                                           | Juvenile idiopathische Arthritis, Juvenile chronische Polyarthritis, Juvenile Spondylitis ankylosans, Still-Krankheit, Juvenile chronische Arthritis | –                     |
| M09* | Juvenile Arthritis bei anderenorts klassifizierten Krankheiten               | Juvenile Arthritis bei Psoriasis, Juvenile Arthritis bei Crohn-Krankheit, Juvenile Arthritis bei Colitis ulcerosa | –                     |
| M10  | Gicht                                                                        | Gicht, Idiopathische Gicht, Gicht-Bursitis, Gichttophi des Herzens, Bleigicht, Arzneimittelinduzierte Gicht, Gicht durch Nierenfunktionsstörung | Gicht                 |
| M11  | Sonstige Kristall-Arthropathien                                              | Kristall-Arthropathie, Apatitrheumatismus, Familiäre Chondrokalzinose, Chondrokalzinose | –                     |
| M12  | Sonstige näher bezeichnete Arthropathien                                     | Chronische postrheumatische Arthritis (Jaccoud-Arthritis), Kaschin-Beck-Krankheit, Villonoduläre Synovitis (Pigmentierte Synovitis), Palindromer Rheumatismus, Hydrops intermittens, Traumatische Arthropathie, Transitorische Arthropathie, Coxitis fugax | –                     |
| M13  | Sonstige Arthritis                                                           | Polyarthritis, nicht näher bezeichnet; Monarthritis, anderenorts nicht klassifiziert; Allergische Arthritis, Entzündliche Arthropathie | –                     |
| M14  | Arthropathien bei sonstigen anderenorts klassifizierten Krankheiten          | Gicht-Arthropathie bei Lesch-Nyhan-Syndrom, Gicht-Arthropathie bei Sichelzellenkrankheiten, Kristall-Arthropathie bei Hyperparathyreoidismus, Diabetische Arthropathie, Multizentrische Retikulohistiozytose, Lipoid-Dermatoarthritis, Arthropathie bei Amyloidose, Arthropathie bei Akromegalie, Arthropathie bei hypophysärem Hochwuchs, Arthropathie bei Hämochromatose, Arthropathie bei Hyperthyreose, Arthropathie bei Hypothyreose, Neuropathische Arthropathie, Charcot-Arthropathie, Tabische Arthropathie, Neuropathische Arthropathie bei Diabetes mellitus (Diabetische Osteoarthropathie, Charcot-Fuß), Arthritis bei Erythema exsudativum multiforme, Arthritis bei Erythema nodosum, Arthritis bei Sarkoidose, Arthritis bei Whipple-Krankheit | Arthropathie          |

### M15–M19 Arthrose
| Code | Beschreibung      | Namen der Erkrankungen (Synonyme) | Übersichtsartikel |
| ---- | ----------------- | --- | ----------------- |
| M15  | Polyarthrose      | Polyarthrose, Primäre generalisierte Arthrose (Primäre generalisierte Osteoarthrose), Heberden-Arthrose (mit Arthropathie), Bouchard-Arthrose (mit Arthropathie), Sekundäre multiple Arthrose, Posttraumatische Polyarthrose, Erosive Arthrose (Erosive Osteoarthrose), Generalisierte Arthrose (Generalisierte Osteoarthrose) | Arthrose          |
| M16  | Koxarthrose       | Koxarthrose (Arthrose des Hüftgelenkes), Primäre Koxarthrose, Koxarthrose als Folge einer Dysplasie (Dysplastische Koxarthrose), Posttraumatische Koxarthrose, Sekundäre Koxarthrose | Arthrose          |
| M17  | Gonarthrose       | Gonarthrose (Arthrose des Kniegelenkes), Primäre Gonarthrose, Posttraumatische Gonarthrose, Sekundäre Gonarthrose | Arthrose          |
| M18  | Rhizarthrose      | Rhizarthrose (Arthrose des Daumensattelgelenkes), Primäre Rhizarthrose, Posttraumatische Rhizarthrose, Sekundäre Rhizarthrose | Arthrose          |
| M19  | Sonstige Arthrose | Arthrose, Primäre Arthrose, Posttraumatische Arthrose, Sekundäre Arthrose, Cubitalarthrose | Arthrose          |

### M20–M25 Sonstige Gelenkkrankheiten
| Code | Beschreibung                                                | Namen der Erkrankungen (Synonyme) | Übersichtsartikel |
| ---- | ----------------------------------------------------------- | --- | ----------------- |
| M20  | Erworbene Deformitäten der Finger und Zehen                 | Knopflochdeformität, Schwanenhalsdeformität, Hallux valgus, Fußballenentzündung, Hallux rigidus, Hallux varus, Hammerzehe | –                 |
| M21  | Sonstige erworbene Deformitäten der Extremitäten            | Kniefehlstellung, Valgusdeformität, Varusdeformität, Flexionsdeformität, Fallhand, Hängefuß, Plattfuß (Pes planus), Klauenhand, Klumphand, Klauenfuß, Klumpfuß, Unterschiedliche Extremitätenlänge, Beinlängendifferenz, Coxa vara, Coxa valga                                                                      | –                 |
| M22  | Krankheiten der Patella                                     | Habituelle Luxation der Patella (Habituelle Patellaluxation), Habituelle Subluxation der Patella, Krankheiten im Patellofemoralbereich, Chondromalacia patellae | –                 |
| M23  | Binnenschädigung des Kniegelenkes (internal derangement)    | Meniskusganglion, Scheibenmeniskus, Korbhenkelriss, Meniskusriss, Freier Gelenkkörper (Gelenkmaus) im Kniegelenk, Chronische Instabilität des Kniegelenkes (Kniegelenksinstabilität), Schnappendes Knie | –                 |
| M24  | Sonstige näher bezeichnete Gelenkschädigungen               | Freier Gelenkkörper, Sonstige Gelenkknorpelschädigungen (Gelenkknorpelschaden, Chondropathie), Bänderschwäche, Pathologische Luxation, Pathologische Subluxation, Habituelle Luxation, Habituelle Subluxation, Gelenkkontraktur, Beugekontraktur, Spitzfuß, Ankylose eines Gelenkes, Protrusio acetabuli, Reizhüfte | –                 |
| M25  | Sonstige Gelenkkrankheiten, anderenorts nicht klassifiziert | Hämarthros, Gelenkfistel, Schlottergelenk, Instabilität eines Gelenkes (Gelenkinstabilität), Gelenkerguss, Gelenkschmerz, Gelenksteife, Osteophyt, Arthropathie | –                 |

## M30–M36 Systemkrankheiten des Bindegewebes
| Code | Beschreibung                                                                   | Namen der Erkrankungen (Synonyme) | Übersichtsartikel |
| ---- | ------------------------------------------------------------------------------ | --- | ----------------- |
| M30  | Panarteriitis nodosa und verwandte Zustände                                    | Panarteriitis nodosa, Panarteriitis mit Lungenbeteiligung, Allergische Granulomatose (Churg-Strauss-Granulomatose), Juvenile Panarteriitis, Mukokutanes Lymphknotensyndrom (Kawasaki-Krankheit), Polyangiitis-Overlap-Syndrom | Vaskulitis        |
| M31  | Sonstige nekrotisierende Vaskulopathien                                        | Hypersensitivitätsangiitis, Goodpasture-Syndrom, Thrombotische Mikroangiopathie, Thrombotische thrombozytopenische Purpura (Moschkowitz), Letales Mittelliniengranulom, Wegener-Granulomatose (Nekrotisierende Granulomatose der Atemwege), Aortenbogen-Syndrom (Takayasu-Syndrom), Riesenzellarteriitis bei Polymyalgia rheumatica, Nekrotisierende Vaskulopathien, Hypokomplementämische Vaskulitis (Urtikarielle Vaskulitis) | Vaskulitis        |
| M32  | Systemischer Lupus erythematodes                                               | Systemischer Lupus erythematodes, Arzneimittelinduzierter systemischer Lupus erythematodes | –                 |
| M33  | Dermatomyositis-Polymyositis                                                   | Juvenile Dermatomyositis, Sonstige Dermatomyositis, Polymyositis | –                 |
| M34  | Systemische Sklerose                                                           | Systemische Sklerose, Sklerodermie, Progressive systemische Sklerose, CRST-Syndrom, CREST-Syndrom | –                 |
| M35  | Sonstige Krankheiten mit Systembeteiligung des Bindegewebes                    | Sicca-Syndrom (Sjögren-Syndrom), Mixed connective tissue disease (Sharp-Syndrom), Behçet-Krankheit, Polymyalgia rheumatica, Eosinophile Fasziitis, Multifokale Fibrosklerose, Rezidivierende Pannikulitis (Pfeifer-Weber-Christian-Krankheit), Hypermobilitäts-Syndrom, Familiäre Bänderschwäche, Autoimmunkrankheit (systemisch) o. n. A., Kollagen-Krankheit o. n. A., Gefäß-Krankheit o. n. A.                               | –                 |
| M36* | Systemkrankheiten des Bindegewebes bei anderenorts klassifizierten Krankheiten | Dermatomyositis-Polymyositis bei Neubildungen, Arthropathie bei Neubildungen, Arthropathia haemophilica, Arthropathie bei Purpura Schönlein-Henoch, Systemkrankheiten des Bindegewebes bei Hypogammaglobulinämie, Systemkrankheiten des Bindegewebes bei Ochronose | –                 |

## M40–M54 Krankheiten der Wirbelsäule und des Rückens

### M40–M43 Deformitäten der Wirbelsäule und des Rückens
| Code | Beschreibung                                          | Namen der Erkrankungen (Synonyme) | Übersichtsartikel |
| ---- | ----------------------------------------------------- | --- | ----------------- |
| M40  | Kyphose und Lordose                                   | Kyphose, Lordose, Flachrücken | –                 |
| M41  | Skoliose                                              | Skoliose, Kyphoskoliose, Idiopathische Skoliose, Adoleszentenskoliose, Thoraxbedingte Skoliose, Neuromyopathische Skoliose, Skoliose nach Zerebralparese, Friedreich-Ataxie, Poliomyelitis und sonstigen neuromuskulären Krankheiten, Sekundäre Skoliose | Skoliose          |
| M42  | Osteochondrose der Wirbelsäule                        | Juvenile Osteochondrose der Wirbelsäule (Juvenile Osteochondrose der Wirbelsäule), Osteochondrose der Wirbelsäule (Osteochondrosis intervertebralis), Scheuermann-Krankheit, Vertebra plana (Calvé-Krankheit)                                            | –                 |
| M43  | Sonstige Deformitäten der Wirbelsäule und des Rückens | Spondylolyse, Spondylolisthesis, Sonstige Wirbelfusion, Ankylose eines Wirbelgelenkes, Habituelle atlanto-axiale Subluxation, Sonstige habituelle Wirbelsubluxation, Torticollis, Wirbelsäulenverkrümmung o. n. A.                                       | –                 |

### M45–M49 Spondylopathien
| Code | Beschreibung                                                | Namen der Erkrankungen (Synonyme) | Übersichtsartikel |
| ---- | ----------------------------------------------------------- | --- | ----------------- |
| M45  | Spondylitis ankylosans                                      | Spondylitis ankylosans (Morbus Bechterew) | Spondylopathie    |
| M46  | Sonstige entzündliche Spondylopathien                       | Spinale Enthesopathie, Sakroiliitis, Wirbelosteomyelitis (siehe Osteomyelitis), Bandscheibeninfektion (Spondylodiszitis), Diszitis, Infektiöse Spondylopathie, Entzündliche Spondylopathie | Spondylopathie    |
| M47  | Spondylose                                                  | Spondylose (Spondylosis deformans), Arthrose der Wirbelsäule (Arthrose der Wirbelsäule, Osteoarthrose der Wirbelsäule), Arteria-spinalis-anterior-Kompressionssyndrom, Arteria-vertebralis-Kompressionssyndrom, Lumbosakrale Spondylose, Thorakale Spondylose, Zervikale Spondylose, Chondrose                                                       | Spondylopathie    |
| M48  | Sonstige Spondylopathien                                    | Spinalkanalstenose (Spinalstenose), Spondylitis hyperostotica (Morbus Forestier-Ott, Diffuse idiopathische Skeletthyperostose, DISH), Baastrup-Syndrom, Traumatische Spondylopathie, Ermüdungsbruch (Stressfraktur) eines Wirbels, Wirbelkörperkompression, Keilwirbel, Ossifikation des Lig. longitudinale posterius (OPLL-Syndrom), Spondylopathie | Spondylopathie    |
| M49  | Spondylopathien bei anderenorts klassifizierten Krankheiten | Tuberkulose der Wirbelsäule, Pott-Gibbus, Spondylitis brucellosa, Spondylitis durch Enterobakterien, Neuropathische Spondylopathie bei Syringomyelie und Syringobulbie, Neuropathische Spondylopathie bei Tabes dorsalis, Wirbelfraktur infolge von Metastase                                                                                        | Spondylopathie    |

### M50–M54 Sonstige Krankheiten der Wirbelsäule und des Rückens
| Code | Beschreibung                                                                          | Namen der Erkrankungen (Synonyme) | Übersichtsartikel                                                            |
| ---- | ------------------------------------------------------------------------------------- | --- | ---------------------------------------------------------------------------- |
| M50  | Zervikale Bandscheibenschäden                                                         | Zervikale Bandscheibenschäden mit Zervikalneuralgie, Zervikothorakale Bandscheibenschäden, Zervikaler Bandscheibenschaden mit Myelopathie, Zervikaler Bandscheibenschaden mit Radikulopathie, Zervikale Bandscheibenverlagerung, Zervikale Bandscheibendegeneration, Brachialgie | Bandscheibenvorfall, Bandscheibenprotrusion, Radikulopathie, Rückenschmerzen |
| M51  | Sonstige Bandscheibenschäden                                                          | Thorakale, thorakolumbale und lumbosakrale Bandscheibenschäden, Lumbale und sonstige Bandscheibenschäden mit Myelopathie, Lumbale und sonstige Bandscheibenschäden mit Radikulopathie, Ischialgie durch Bandscheibenschaden, Lumbago durch Bandscheibenverlagerung, Sonstige näher bezeichnete Bandscheibendegeneration, Schmorl-Knötchen                                                                                      | Bandscheibenvorfall, Bandscheibenprotrusion, Radikulopathie, Rückenschmerzen |
| M52  | (nicht vergeben)                                                                      | – | Bandscheibenvorfall, Bandscheibenprotrusion, Radikulopathie, Rückenschmerzen |
| M53  | Sonstige Krankheiten der Wirbelsäule und des Rückens, anderenorts nicht klassifiziert | Zervikozephales Syndrom, Sympathisches hinteres Zervikal-Syndrom, Zervikobrachial-Syndrom, Instabilität der Wirbelsäule, Kokzygodynie | Bandscheibenvorfall, Bandscheibenprotrusion, Radikulopathie, Rückenschmerzen |
| M54  | Rückenschmerzen                                                                       | Rückenschmerzen, Pannikulitis, Radikulopathie, Brachiale Neuritis (Brachiale Radikulitis), Lumbale Neuritis (Lumbale Radikulitis), Lumbosakrale Neuritis (Lumbosakrale Radikulitis), Thorakale Neuritis (Thorakale Radikulitis), Radikulitis, Zervikalneuralgie, Ischialgie, Lumboischialgie, Kreuzschmerz, Lendenschmerz, Lumbago, Überlastung in der Kreuzbeingegend, Schmerzen im Bereich der Brustwirbelsäule, Brachialgie | Bandscheibenvorfall, Bandscheibenprotrusion, Radikulopathie, Rückenschmerzen |

## M60–M79 Krankheiten der Weichteilgewebe

### M60–M63 Krankheiten der Muskeln
| Code | Beschreibung                                                  | Namen der Erkrankungen (Synonyme) | Übersichtsartikel |
| ---- | ------------------------------------------------------------- | --- | ----------------- |
| M60  | Myositis                                                      | Myositis, Infektiöse Myositis, Tropische Pyomyositis, Interstitielle Myositis, Fremdkörpergranulom (Granulom durch Fremdkörper) | Myositis          |
| M61  | Kalzifikation und Ossifikation von Muskeln                    | Myositis ossificans, Traumatische Myositis ossificans, Myositis ossificans progressiva (Fibrodysplasia ossificans progressiva), Myositis ossificans bei Tetraplegie oder Paraplegie, Myositis ossificans bei Verbrennung                                                  | –                 |
| M62  | Sonstige Muskelkrankheiten                                    | Muskeldiastase, atraumatischer Muskelriss, Ischämischer Muskelinfarkt (Muskelinfarkt), Immobilitätssyndrom (Paraplegisches Immobilitätssyndrom), Muskelkontraktur, Muskelschwund, Muskelatrophie, Inaktivitätsatrophie, Muskelzerrung, Muskelhernie, Muskelscheidenhernie | –                 |
| M63  | Muskelkrankheiten bei anderenorts klassifizierten Krankheiten | Myositis bei Lepra, Myositis bei Syphilis, Myositis bei Schistosomiasis, Myositis bei Toxoplasmose, Myositis bei Trichinellose, Myositis bei Zystizerkose, Myositis bei Mykosen, Myositis bei Sarkoidose                                                                  | Myositis          |

### M65–M68 Krankheiten der Synovialis und der Sehnen
| Code | Beschreibung                                                                          | Namen der Erkrankungen (Synonyme) | Übersichtsartikel |
| ---- | ------------------------------------------------------------------------------------- | --- | ----------------- |
| M65  | Synovitis und Tenosynovitis                                                           | Synovitis, Tenosynovitis, Sehnenscheidenabszess, Infektiöse Synovitis (Infektiöse Tenosynovitis), Tendinitis calcarea, Schnellender Finger, Tendopathia nodosa, Tendovaginitis stenosans (Tendovaginitis stenosans de Quervain) | –                 |
| M66  | Spontanruptur der Synovialis und von Sehnen                                           | Ruptur einer Poplitealzyste, Ruptur der Synovialis, Ruptur einer Synovialzyste, Sehnenruptur | -                 |
| M67  | Sonstige Krankheiten der Synovialis und der Sehnen                                    | Achillessehnenverkürzung, Sehnenkontraktur, Sehnenscheidenkontraktur, Hypertrophie der Synovialis (Synovialishypertrophie), Transitorische Synovitis, Toxische Synovitis, Ganglion                                              | –                 |
| M68  | Krankheiten der Synovialis und der Sehnen bei anderenorts klassifizierten Krankheiten | Synovitis oder Tenosynovitis bei Gonorrhoe, Syphilis, Tuberkulose | –                 |

### M70–M79 Sonstige Krankheiten des Weichteilgewebes
| Code | Beschreibung                                                                                    | Namen der Erkrankungen (Synonyme) | Übersichtsartikel |
| ---- | ----------------------------------------------------------------------------------------------- | --- | ----------------- |
| M70  | Krankheiten des Weichteilgewebes im Zusammenhang mit Beanspruchung, Überbeanspruchung und Druck | Chronische Tenosynovitis crepitans der Hand und des Handgelenkes; Bursitis im Bereich der Hand, des Ellenbogens, des Knies, der Hüfte, des Os ischii; Bursitis olecrani; Bursitis praepatellaris; Bursitis trochanterica; Tendinitis trochanterica | –                 |
| M71  | Sonstige Bursopathien                                                                           | Bursopathie, Schleimbeutelabszess, Infektiöse Bursitis, Synovialzyste im Bereich der Kniekehle (Baker-Zyste), Schleimbeutelzyste, Synovialzyste, Bursitis calcarea, Bursitis | –                 |
| M72  | Fibromatosen                                                                                    | Fibromatose, Fibromatose der Palmarfaszie (Dupuytren-Kontraktur), Fingerknöchelpolster (Knuckle pads), Fibromatose der Plantarfaszie (Ledderhose-Kontraktur), Fasciitis plantaris, Pseudosarkomatöse Fibromatose, Fasciitis nodularis, Nekrotisierende Fasziitis, Faszienabszess, Fasciitis | –                 |
| M73* | Krankheiten des Weichteilgewebes bei anderenorts klassifizierten Krankheiten                    | Bursitis gonorrhoica, Bursitis syphilitica | -                 |
| M74  | (nicht vergeben)                                                                                | – | –                 |
| M75  | Schulterläsionen                                                                                | Adhäsive Entzündung der Schultergelenkkapsel (Frozen shoulder, Periarthropathia humeroscapularis), Läsionen der Rotatorenmanschette, Ruptur der Rotatorenmanschette, Ruptur der Supraspinatus-Sehne, Supraspinatus-Syndrom, Tendinitis des M. biceps brachii, Tendinitis calcarea im Schulterbereich, Bursitis calcarea im Schulterbereich, Impingement-Syndrom der Schulter, Bursitis im Schulterbereich, Schulterläsion | –                 |
| M76  | Enthesopathien der unteren Extremität mit Ausnahme des Fußes                                    | Tendinitis der Glutäus-Sehne, Tendinitis der Iliopsoas-Sehne, Knochensporn am Darmbeinkamm (Knochensporn am Darmbeinkamm), Tractus-iliotibialis-Scheuersyndrom (Iliotibial band syndrome), Bursitis im Bereich des Lig. collaterale tibiale [Stieda-Pellegrini], Tendinitis der Patellarsehne (Tendinitis der Patellarsehne), Tendinitis der Achillessehne (Tendinitis der Achillessehne, Achillodynie), Bursitis subachillea, Tendinitis der Peronäussehne (Tendinitis der Peronäussehne), Tendinitis des M. tibialis anterior (Tendinitis des M. tibialis anterior), Tendinitis des M. tibialis posterior (Tendinitis des M. tibialis posterior) | Enthesopathie     |
| M77  | Sonstige Enthesopathien                                                                         | Epicondylitis ulnaris humeri, Epicondylitis radialis humeri (Tennisellenbogen), Periarthritis im Bereich des Handgelenkes, Kalkaneussporn, Metatarsalgie, Kapsulitis, Knochensporn, Periarthritis, Tendinitis | Enthesopathie     |
| M78  | (nicht vergeben)                                                                                | – | –                 |
| M79  | Sonstige Krankheiten des Weichteilgewebes, anderenorts nicht klassifiziert                      | Rheumatismus, Fibromyalgie, Fibrositis, Myalgie, Neuralgie, Neuritis, Pannikulitis, Hypertrophie des Corpus adiposum (Hypertrophie des Corpus adiposum infrapatellare, Hoffa-Kastert-Syndrom), Verbliebener Fremdkörper im Weichteilgewebe | –                 |

## M80–M94 Osteopathien und Chondropathien

### M80–M85 Veränderungen der Knochendichte und -struktur
| Code | Beschreibung                                            | Namen der Erkrankungen (Synonyme) | Übersichtsartikel |
| ---- | ------------------------------------------------------- | --- | ----------------- |
| M80  | Osteoporose mit pathologischer Fraktur                  | Osteoporose mit pathologischer Fraktur, Osteoporotische Wirbelkörperkompression, Keilwirbel, Postmenopausale Osteoporose mit pathologischer Fraktur, Osteoporose mit pathologischer Fraktur nach Ovarektomie, Inaktivitätsosteoporose mit pathologischer Fraktur, Osteoporose mit pathologischer Fraktur infolge Malabsorption nach chirurgischem Eingriff, Arzneimittelinduzierte Osteoporose mit pathologischer Fraktur | Osteoporose       |
| M81  | Osteoporose ohne pathologische Fraktur                  | Postmenopausale Osteoporose, Osteoporose nach Ovarektomie, Inaktivitätsosteoporose, Osteoporose infolge Malabsorption nach chirurgischem Eingriff, Arzneimittelinduzierte Osteoporose, Idiopathische Osteoporose, Lokalisierte Osteoporose [Lequesne], Senile Osteoporose | Osteoporose       |
| M82* | Osteoporose bei anderenorts klassifizierten Krankheiten | Osteoporose bei Plasmozytom, Osteoporose bei endokrinen Störungen | Osteoporose       |
| M83  | Osteomalazie im Erwachsenenalter                        | Osteomalazie, Osteomalazie im Wochenbett, Senile Osteomalazie, Osteomalazie im Erwachsenenalter durch Malabsorption, Osteomalazie bei Erwachsenen durch Fehl- oder Mangelernährung, Aluminiumosteopathie, Arzneimittelinduzierte Osteomalazie bei Erwachsenen | Osteomalazie      |
| M84  | Veränderungen der Knochenkontinuität                    | Frakturheilung in Fehlstellung (Frakturheilung in Fehlstellung), Nichtvereinigung der Frakturenden (Pseudarthrose), Verzögerte Frakturheilung, Stressfraktur, Pathologische Fraktur | –                 |
| M85  | Sonstige Veränderungen der Knochendichte und -struktur  | Fibröse Dysplasie (monostotisch), Skelettfluorose, Hyperostose, Ostitis condensans, Solitäre Knochenzyste, Aneurysmatische Knochenzyste, Sonstige Knochenzyste | –                 |

### M86–M90 Sonstige Osteopathien
| Code | Beschreibung                                             | Namen der Erkrankungen (Synonyme) | Übersichtsartikel         |
| ---- | -------------------------------------------------------- | --- | ------------------------- |
| M86  | Osteomyelitis                                            | Osteomyelitis, Akute hämatogene Osteomyelitis, Akute Osteomyelitis, Subakute Osteomyelitis, Chronische multifokale Osteomyelitis, Chronische Osteomyelitis mit Fistel, Chronische hämatogene Osteomyelitis, Brodie-Abszess, Knocheninfektion, Periostitis | Osteomyelitis             |
| M87  | Knochennekrose                                           | Knochennekrose, Avaskuläre Knochennekrose, Idiopathische aseptische Knochennekrose, Knochennekrose durch Arzneimittel, Knochennekrose durch vorangegangenes Trauma, Sekundäre Knochennekrose | Knochennekrose            |
| M88  | Osteodystrophia deformans (Paget-Krankheit)              | Osteodystrophia deformans (Paget-Krankheit) | Osteodystrophia deformans |
| M89  | Sonstige Knochenkrankheiten                              | Neurodystrophie (Algodystrophie, Schulter-Hand-Syndrom, Sudeck-Knochenatrophie, Sympathische Reflex-Dystrophie), Stillstand des Epiphysenwachstums, Hypertrophie des Knochens (Knochenhypertrophie), Hypertrophische Osteoarthropathie (Marie-Bamberger-Syndrom, Pachydermoperiostose), Osteolyse, Osteopathie nach Poliomyelitis, Infantile kortikale Hyperostose, Posttraumatische subperiostale Ossifikation                                                                              | –                         |
| M90* | Osteopathien bei anderenorts klassifizierten Krankheiten | Knochentuberkulose, Sekundäre syphilitische Periostitis, Osteomyelitis durch Echinokokken, Osteomyelitis durch Gonokokken, Osteomyelitis durch Salmonellen, Syphilitische Osteopathie, Syphilitische Osteochondropathie, Knochennekrose bei Caissonkrankheit, Knochennekrose durch Hämoglobinopathie, Osteodystrophia deformans bei Neubildungen, Osteodystrophia deformans bei bösartiger Neubildung des Knochens, Knochenfraktur bei Neubildungen, Osteopathie bei renaler Osteodystrophie | -                         |

### M91–M94 Chondropathien
| Code | Beschreibung                                      | Namen der Erkrankungen (Synonyme) | Übersichtsartikel       |
| ---- | ------------------------------------------------- | --- | ----------------------- |
| M91  | Juvenile Osteochondrose der Hüfte und des Beckens | Juvenile Osteochondrose des Beckens (Juvenile Osteochondrose des Beckens), Juvenile Osteochondrose des Acetabulum, Juvenile Osteochondrose des Darmbeinkamm (Buchmann-Krankheit), Juvenile Osteochondrose der Symphyse (Pierson-Krankheit), Synchondrosis ischiopubica (van-Neck-Krankheit), Juvenile Osteochondrose des Femurkopfes (Perthes-Legg-Calvé-Krankheit), Coxa plana, Hüftdeformität durch vorangegangene juvenile Osteochondrose, Pseudokoxalgie, Juvenile Osteochondrose nach Korrektur einer angeborenen Hüftluxation | Juvenile Osteochondrose |
| M92  | Sonstige juvenile Osteochondrosen                 | Juvenile Osteochondrose des Humerus (Juvenile Osteochondrose des Humerus), Juvenile Osteochondrose des Capitulum humeri (Panner-Krankheit), Juvenile Osteochondrose des Caput humeri (Hass-Krankheit), Juvenile Osteochondrose des Radius und der Ulna, Juvenile Osteochondrose des Caput radii (Hegemann-Krankheit), Juvenile Osteochondrose der distalen Ulnaepiphyse (Burns-Krankheit), Juvenile Osteochondrose der Hand, Juvenile Osteochondrose des Metakarpalköpfchen (Mauclaire-Krankheit), Juvenile Osteochondrose des Os lunatum der Handwurzel (Kienböck-Krankheit), Juvenile Osteochondrose der Patella, Juvenile Osteochondrose des primären Ossifikationszentrums (Köhler-Krankheit), Juvenile Osteochondrose des sekundären Ossifikationszentrums (Larsen-Johansson-Krankheit), Juvenile Osteochondrose der Tibia und der Fibula, Juvenile Osteochondrose des Condylus medialis tibiae (Blount-Krankheit), Juvenile Osteochondrose der Tuberositas tibiae (Osgood-Schlatter-Krankheit), Juvenile Osteochondrose der Tibia vara (Blount-Barber-Krankheit), Juvenile Osteochondrose des Tarsus, Juvenile Osteochondrose des Kalkaneus (Sever-Krankheit), Juvenile Osteochondrose des Os naviculare (Köhler-Krankheit), Juvenile Osteochondrose des Os tibiale externum (Haglund-Krankheit), Juvenile Osteochondrose des Talus (Diaz-Krankheit), Juvenile Osteochondrose des Metatarsus, Juvenile Osteochondrose des Köpfchens des Os metatarsale II (Freiberg-Köhler-Krankheit), Juvenile Osteochondrose des Köpfchens des Os metatarsale V (Iselin-Krankheit), Apophysitis calcanei, Apophysitis, Epiphysitis, Osteochondritis, Osteochondrose | Juvenile Osteochondrose |
| M93  | Sonstige Osteochondropathien                      | Epiphyseolysis capitis femoris (nichttraumatisch), Kienböck-Krankheit bei Erwachsenen, Erwachsenenosteochondrose des Os lunatum der Hand, Osteochondrosis dissecans, Osteochondropathie, Chondropathie, Apophysitis, Epiphysitis, Osteochondritis, Osteochondrose, Morbus Ahlbäck | Chondropathie           |
| M94  | Sonstige Knorpelkrankheiten                       | Tietze-Syndrom, Panchondritis, Rezidivierende Polychondritis, Chondromalazie, Chondrolyse | Chondropathie           |

## M95–M99 Sonstige Krankheiten des Muskel-Skelett-Systems und des Bindegewebes
| Code | Beschreibung                                                                                         | Namen der Erkrankungen (Synonyme) | Übersichtsartikel |
| ---- | --- | --- | ----------------- |
| M95  | Sonstige erworbene Deformitäten des Muskel-Skelett-Systems und des Bindegewebes                      | Erworbene Deformität der Nase, Blumenkohlohr Erworbene Deformität des Kopfes, Erworbene Deformität des Halses, Erworbene Deformität des Brustkorbes Erworbene Deformität der Rippen, Erworbene Deformität des Beckens | –                 |
| M96  | Krankheiten des Muskel-Skelett-Systems nach medizinischen Maßnahmen, anderenorts nicht klassifiziert | Pseudarthrose nach Fusion oder Arthrodese, Postlaminektomie-Syndrom Kyphose nach Bestrahlung, Kyphose nach Laminektomie, Postoperative Lordose, Skoliose nach Bestrahlung, Knochenfraktur nach Einsetzen eines orthopädischen Implantates, einer Gelenkprothese oder einer Knochenplatte, Instabilität eines Gelenkes nach Entfernen einer Gelenkprothese                                                                                                 | –                 |
| M97  | (nicht vergeben)                                                                                     | – | –                 |
| M98  | (nicht vergeben)                                                                                     | – | –                 |
| M99  | Biomechanische Funktionsstörungen, anderenorts nicht klassifiziert                                   | Segmentale Funktionsstörung, Somatische Funktionsstörungen, Subluxation, Subluxation der Wirbelsäule, Subluxationsstenose des Spinalkanals, Knöcherne Stenose des Spinalkanals, Bindegewebige Stenose des Spinalkanals, Stenose des Spinalkanals durch Bandscheiben, Stenose der Foramina intervertebralia, knöchern oder durch Subluxation; Stenose der Foramina intervertebralia, bindegewebig oder durch Bandscheiben, Biomechanische Funktionsstörung | –                 |